# Copa Centroamericana
De Copa Centroamericana (tot en met 2009 UNCAF Nations Cup geheten)  was een voetbaltoernooi dat iedere twee jaar gespeeld werd tussen de zeven landenteams uit Centraal-Amerika en werd georganiseerd door de UNCAF. In 2017 werd de laatste editie gehouden, waarna het opging in de CONCACAF Nations League.
De Copa Centroamericana werd sinds 1991 gehouden en gold bovendien als kwalificatietoernooi voor de CONCACAF Gold Cup. De zeven landen die konden deelnemen waren Belize, Costa Rica, El Salvador, Guatemala, Honduras, Nicaragua en Panama.

## Overzicht
| Jaar         | Gastland         | Winnaar    | Tweede     | Derde       | Vierde      |
| ------------ | ---------------- | ---------- | ---------- | ----------- | ----------- |
| 1991 Details | Costa Rica       | Costa Rica | Honduras   | Guatemala   | El Salvador |
| 1993 Details | Honduras         | Honduras   | Costa Rica | Panama      | El Salvador |
| 1995 Details | El Salvador      | Honduras   | Guatemala  | El Salvador | Costa Rica  |
| 1997 Details | Guatemala        | Costa Rica | Guatemala  | El Salvador | Honduras    |
| 1999 Details | Costa Rica       | Costa Rica | Guatemala  | Honduras    | El Salvador |
| 2001 Details | Honduras         | Guatemala  | Costa Rica | El Salvador | Panama      |
| 2003 Details | Panama           | Costa Rica | Guatemala  | El Salvador | Honduras    |
| 2005 Details | Guatemala        | Costa Rica | Honduras   | Guatemala   | Panama      |
| 2007 Details | El Salvador      | Costa Rica | Panama     | Guatemala   | El Salvador |
| 2009 Details | Honduras         | Panama     | Costa Rica | Honduras    | El Salvador |
| 2011 Details | Panama           | Honduras   | Costa Rica | Panama      | El Salvador |
| 2013 Details | Costa Rica       | Costa Rica | Honduras   | El Salvador | Belize      |
| 2014 Details | Verenigde Staten | Costa Rica | Guatemala  | Panama      | El Salvador |
| 2017 Details | Panama           | Honduras   | Panama     | El Salvador | Costa Rica  |

## Eeuwige ranglijst
Update tot en met het toernooi van 2017.
| Positie | Team        | gs | w  | g  | v  | dv  | dt  | ds  | pnt |
| ------- | ----------- | -- | -- | -- | -- | --- | --- | --- | --- |
| 1       | Costa Rica  | 61 | 36 | 16 | 9  | 109 | 38  | +71 | 124 |
| 2       | Honduras    | 60 | 34 | 12 | 14 | 108 | 49  | +59 | 114 |
| 3       | Guatemala   | 51 | 23 | 14 | 14 | 63  | 48  | +15 | 83  |
| 4       | El Salvador | 63 | 22 | 14 | 27 | 62  | 72  | –10 | 80  |
| 5       | Panama      | 52 | 21 | 13 | 18 | 56  | 52  | +4  | 76  |
| 6       | Nicaragua   | 44 | 5  | 5  | 34 | 29  | 111 | –82 | 20  |
| 7       | Belize      | 33 | 1  | 6  | 26 | 20  | 81  | –61 | 9   |

## Gastlanden
In deze tabel staan de landen waar de Copa Centroamericana gehouden is. Costa Rica en Honduras waren het vaakst gastland, beide landen mochten het toernooi 3 keer organiseren. 
| Gastland | Land             | Toernooi         |
| -------- | ---------------- | ---------------- |
| 3 keer   | Costa Rica       | 1991, 1999, 2013 |
| 3 keer   | Honduras         | 1993, 2001, 2009 |
| 2 keer   | Panama           | 2003, 2011, 2017 |
| 2 keer   | El Salvador      | 1995, 2007       |
| 2 keer   | Guatemala        | 1997, 2005       |
| 1 keer   | Verenigde Staten | 2014             |